# Halvesbostel
Halvesbostel is een gemeente in de Duitse deelstaat Nedersaksen. De gemeente maakt deel uit van de Samtgemeinde Hollenstedt in het Landkreis Harburg. Halvesbostel telt 730 inwoners.
Tot de gemeente behoort ook het dorpje  Halvede. Beide plaatsjes zijn weinig belangrijke boeren- en forensendorpjes.
- Virtual International Authority File: 25146937812813832120

Appel · 
Asendorf · 
Bendestorf · 
Brackel · 
Buchholz in der Nordheide · 
Dohren · 
Drage · 
Drestedt · 
Egestorf · 
Eyendorf · 
Garlstorf · 
Garstedt · 
Gödenstorf · 
Halvesbostel · 
Handeloh · 
Hanstedt · 
Harmstorf · 
Heidenau · 
Hollenstedt · 
Jesteburg · 
Kakenstorf · 
Königsmoor · 
Marschacht · 
Marxen · 
Moisburg · 
Neu Wulmstorf · 
Otter · 
Regesbostel · 
Rosengarten · 
Salzhausen · 
Seevetal · 
Stelle · 
Tespe · 
Toppenstedt · 
Tostedt · 
Undeloh · 
Vierhöfen · 
Welle · 
Wenzendorf · 
Winsen (Luhe) · 
Wistedt · 
Wulfsen